# パリのパサージュ・クーヴェル

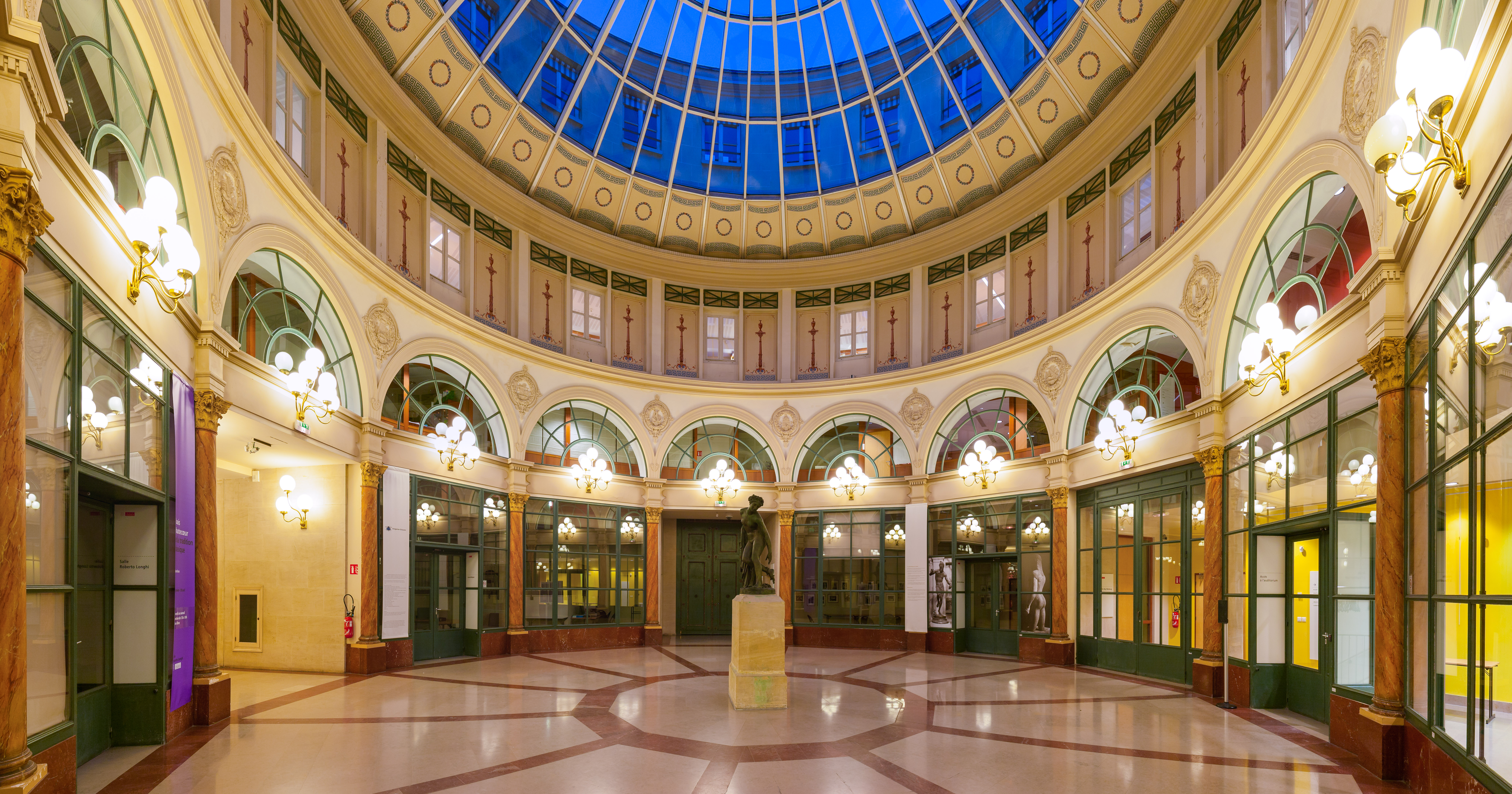
ギャルリ・コルベールのロトンド

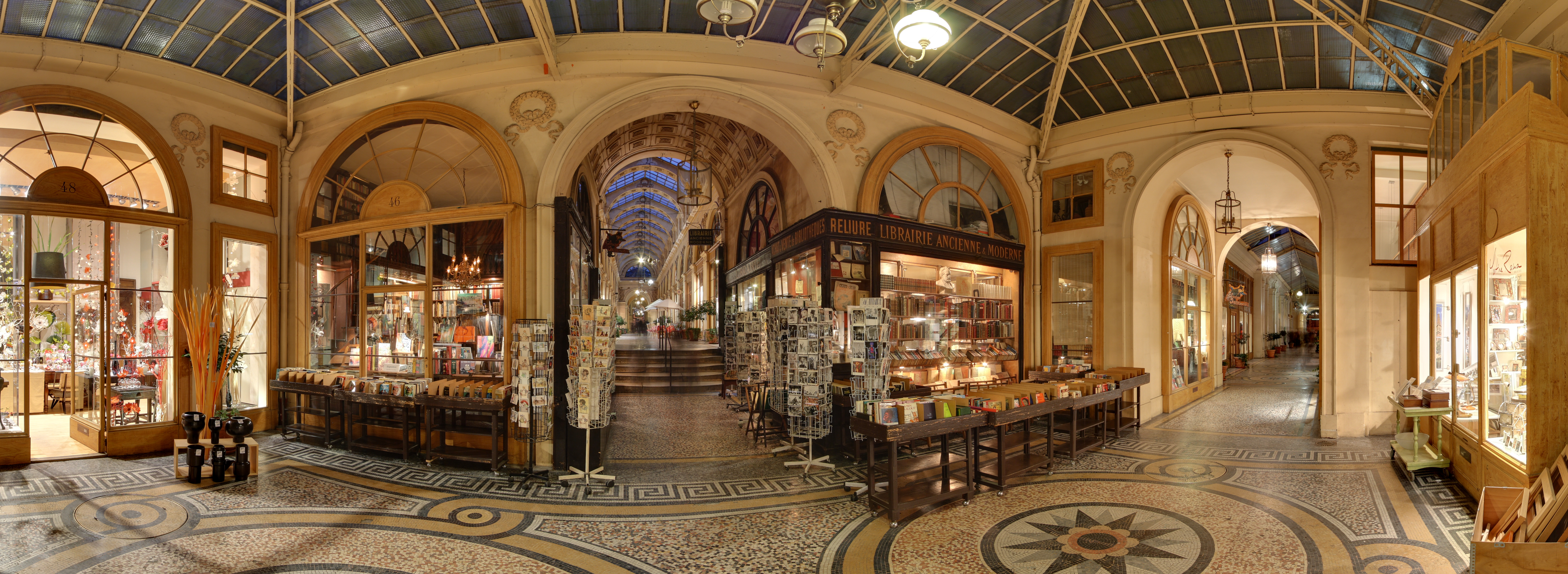
ギャルリ・ヴィヴィエンヌのパノラマ

パサージュ・クーヴェル (Les Passages couverts) は複数の通りを接続することを目的に既存の建築物を改築して設けた通り抜け道、歩行者専用道路。18世紀以降のフランスを中心に建造された。通路はガラス製の屋根に覆われている。複雑に入り組んでいる通路もある。パサージュ、小路とも記される。
パリのパサージュ・クーヴェルは18世紀末から20世紀初頭にかけて、特に復古王政期に多くが建造された。位置は2区周辺のセーヌ川右岸に集中する。1786年にパレ・ロワイヤルの中庭に面して建造されたガラス製の屋根を持つ回廊型商店街のギャルリ・ド・ボワ (Galerie de Bois) がパサージュ・クーヴェルの原型とされる。最古のパサージュ・クーヴェルは1791年に開通したパサージュ・フェイドー (Passage Feydeau) であったが取り壊されて残っていない。1798年に開通したパサージュ・デュ・ケールが現存するパサージュ･クーヴェルのうち最も古いものである。18世紀末から19世紀初頭のパリは、縦横の道路が未整備であったために通りから別の通りへと抜けることが困難で、道幅も狭い上に馬車の通行が多かったため歩行者は不便を強いられていた。盛り場付近にある建物の所有者は建物の間を通り抜ける近道を通せば集客と店子からの賃料で儲けることができると考えた。建物の所有者たちはガラス屋根や大理石で覆われた壁と床、モザイクタイルが敷かれた通路、ガス灯、暖房設備など豪奢な内装を競って設えた。パサージュ・クーヴェルには生地屋、仕立て屋、靴屋、ワイン商、レストラン、書店などが入居し高級商店街として大いに賑わった。1830年のフランス7月革命以降にパレ・ロワイヤルからグラン・ブールヴァールへと中心地が移り、さらにボン・マルシェなどのデパート開業やジョルジュ・オスマンのパリ改造による大通り開通によって、商業施設・交通網としての重要性が薄れてパサージュ・クーヴェルは衰退した。
パサージュ・クーヴェルは20世紀後半に発行されたヴァルター・ベンヤミンの『パサージュ論』 (Das Passagen-Werk) によって再注目された。ギャルリ・ヴィヴィエンヌなどいくつかのパサージュ・クーヴェルが近年に改修された。ギャルリ・コルベールはフランス国立図書館の別館として現存する。フランス政府によって歴史建造物 (Monuments historiques) の登録と保護が進められている。

## 現存するパサージュ・クーヴェル
| 区 | 名称                                                          | 開通年     | 区間 | 営業時間                          | 歴史 建造物 | 全長 (m) |                                    |
| -- | ------------------------------------------------------------- | ---------- | --- | --------------------------------- | ----------- | -------- | ---------------------------------- |
| 1  | ギャルリ・ヴェロ＝ドダ Galerie Véro-Dodat                     | 1826       | - ジャン＝ジャック・ルソー通り19番地 - ブロワ通り2番地                                                                              | 7:00-22:00 月-土（祝日除く）      | 登録        | 80       | ギャルリ・ヴェロ＝ドダ             |
| 2  | パサージュ・ブール・ラベ Passage du Bourg-l'Abbé              | 1828       | - サン＝ドニ通り120番地 - パレストロ通り3番地                                                                                       | 7:00-19:30 月-土                  | 登録        | 47       | パサージュ・ブール・ラベ           |
| 2  | パサージュ・デュ・ケール Passage du Caire                     | 1798       | - アレクサンドリ通り33番地 - ケール広場2番地 - サン＝ドニ通り237・239番地 - ケール通り14・34・44番地                                | 7:00-18:30 月-金                  |             | 360      | パサージュ・デュ・ケール           |
| 2  | パサージュ・ショワズール Passage Choiseul                     | 1829       | - プティ＝シャン通り40番地 - サント＝ギュスタン通り23番地 - ダレイラク通り40番地 - パサージュ・サン＝ターヌ                         |                                   | 登録        | 190      | パサージュ・ショワズール           |
| 2  | ギャルリ・コルベール Galerie Colbert                          | 1826       | - プティ＝シャン通り6番地 - ヴィヴィエンヌ通り2番地                                                                                 |                                   | 登録        | 83       | ギャルリ・コルベール               |
| 2  | パサージュ・デ・ドゥー＝パヴィヨン Passage des Deux-Pavillons | 1820       | - ボジョレ通り6番地 - プティ＝シャン通り5番地                                                                                       |                                   | 登録        | 33       | パサージュ・デ・ドゥー＝パヴィヨン |
| 2  | パサージュ・デュ・グラン＝セール Passage du Grand-Cerf        | 1825       | - サン＝ドニ通り145番地 - デュスーブ通り10番地                                                                                      | 8:30-20:30 月-土                  | 登録        | 117      | パサージュ・デュ・グラン＝セール   |
| 2  | パサージュ・デ・パノラマ Passage des Panoramas                | 1800       | - サン＝マルク通り10番地 - モンマルトル大通り - ヴィヴィエンヌ通り38番地 - モンマルトル通り151番地                                  | 6:00-24:00                        | 登録        | 133      | パサージュ・デ・パノラマ           |
| 2  | パサージュ・デュ・ポンソー Passage du Ponceau                 | 1826       | - セバストポル大通り119番地 - サン＝ドニ通り212番地                                                                                 | 8:00-19:00 月-金                  |             | 92       | パサージュ・デュ・ポンソー         |
| 2  | パサージュ・デ・プランス Passage des Princes                  | 1860       | - イタリアン大通り5番地 - リシュリュー通り97・99番地                                                                                | 8:00-20:00 月-土                  | 登録        | 80       | パサージュ・デ・プランス           |
| 2  | パサージュ・サン＝タンヌ Passage Sainte-Anne                  | 1825, 1827 | - サン＝タンヌ通り59・61番地 - パサージュ・ショワズール                                                                             |                                   | 登録        | 47       | パサージュ・サン＝ターヌ           |
| 2  | ギャルリ・ヴィヴィエンヌ Galerie Vivienne                     | 1823       | - プティ＝シャン通り4番地 - ヴィヴィエンヌ通り6番地 - バンク通り5番地                                                               | 8:30-20:30                        | 登録        | 176      | ギャルリ・ヴィヴィエンヌ           |
| 3  | パサージュ・ヴァンドーム Passage Vendôme                      | 1827       | - ベランジェ通り16番地 - レピュブリック広場3番地                                                                                    | 7:15-20:00 月-金 8:00-20:00 土    | 登録        | 57       | パサージュ・ヴァンドーム           |
| 8  | アルカード・デ・シャン＝ゼリゼ Arcades des Champs-Élysées     | 1926       | - シャンゼリゼ大通り76・78番地 - ポンチュー通り59番地                                                                               |                                   |             |          | アルカード・デ・シャン＝ゼリゼ     |
| 8  | ギャルリ・ドゥ・ラ・マドレーヌ Galerie de la Madeleine        | 1845       | - マドレーヌ広場9番地 - ボワシー＝ダングラス通り30番地                                                                              | 8:00-19:00 月-土（祝日除く）      | 登録        | 53       | ギャルリ・ドゥ・ラ・マドレーヌ     |
| 8  | パサージュ・ピュトー Passage Puteaux                          | 1839       | - アルカード通り33番地 - パスキエ通り28番地                                                                                         | 7:00-24:00 月-金                  |             | 29       | パサージュ・ピュトー               |
| 9  | パサージュ・デュ・アーヴル Passage du Havre                   | 1845       | - コーマルタン通り69番地 - サン＝ラザール通り109番地                                                                                |                                   |             | 115      | パサージュ・デュ・アーヴル         |
| 9  | パサージュ・ジュフロワ Passage Jouffroy                       | 1845       | - モンマルトル大通り10・12番地 - グランジュ＝バトゥリエール通り9番地                                                                | 7:00-21:30                        | 登録        | 140      | パサージュ・ジュフロワ             |
| 9  | パサージュ・ヴェルドー Passage Verdeau                        | 1847       | - グランジュ＝バトゥリエール通り6番地 - フォーブル＝モンマルトル通り31番地                                                          | 7:30-21:00 月-金 7:30-20:30 土-日 | 登録        | 75       | パサージュ・ヴェルドー             |
| 10 | パサージュ・ブラディ Passage Brady                            | 1828       | - フォーブル＝サン＝マルタン通り43番地 - ストラスブール大通り22番地 - ストラスブール大通り33番地 - フォーブル＝サン＝ドニ通り46番地 |                                   | 登録        | 216      | パサージュ・ブラディ               |
| 10 | パサージュ・デュ・プラド Passage du Prado                     | 1830       | - サン＝ドニ大通り16番地 - フォーブル＝サン＝ドニ通り16番地                                                                         | 9:30-19:00                        |             | 120      | パサージュ・デュ・プラド           |